# کمیل ریبیکی
کمیل ریبیکی (به انگلیسی: Kamil Rybicki؛ زادهٔ ۴ سپتامبر ۱۹۹۶) یک کشتی‌گیر آزادکار اهل لهستان است. وی سابقه حضور در المپیک ۲۰۲۰ توکیو را دارد.